# Jonasz (Paffhausen)
Jonasz, imię świeckie James Paffhausen (ur. 20 października 1959 w Chicago) – zwierzchnik Kościoła Prawosławnego w Ameryce w latach 2008–2012.

## Życiorys

### Pochodzenie i wczesna działalność
Pochodzi z rodziny o korzeniach niemieckich. Miał młodszą siostrę Laurie (zm. 2012). Od młodości był zafascynowany kulturą rosyjską.
Został ochrzczony w Kościele Episkopalnym. W 1978 przeszedł na prawosławie w cerkwi w San Diego, będąc studentem na Uniwersytecie Kalifornijskim (studiował antropologię). Motywacją dla zmiany wyznania była decyzja jego Kościoła o dopuszczeniu kobiet do przyjmowania święceń kapłańskich. W 1985 ukończył seminarium duchowne św. Włodzimierza w Crestwood, w 1988 został magistrem teologii (specjalność: dogmatyka). Rozpoczął studia doktoranckie na uniwersytecie Berkeley, lecz przerwał je, by wyjechać do Rosji i zapoznać się duchowością tamtejszych klasztorów prawosławnych. Początkowo mieszkał w Moskwie i pracował w piśmie Russkij Pałomnik, następnie zaś wstąpił jako posłusznik do monasteru Wałaam. W 1994 otrzymał kolejno święcenia diakońskie i kapłańskie. Wrócił do Stanów Zjednoczonych, gdzie w 1995 złożył śluby zakonne w monasterze św. Tichona w South Canaan. Wstąpił do zakonu za radą mnicha Cyryla z monasteru Wałaam, rezygnując ze wcześniejszych planów wstąpienia w związek małżeński.
Pracował jako misjonarz na terenie Kalifornii, w Point Reyes Station założył męski monaster św. Jana z Szanghaju i San Francisco, przeniesiony następnie do Manton. Założył również kilka prawosławnych placówek misyjnych. W 2008 otrzymał godność archimandryty.

### Biskup. Metropolita całej Ameryki i Kanady
W tym samym roku miała miejsce jego chirotonia na biskupa pomocniczego diecezji Południa. 1 listopada 2008 został wyświęcony na biskupa Fort Worth. 12 listopada 2008 wybrany przez Synod biskupów Kościoła Prawosławnego w Ameryce jego nowym zwierzchnikiem, po ustąpienia metropolity Hermana w związku ze skandalem finansowym w Kościele. Obejmując urząd, metropolita Jonasz zapowiedział gruntowną reformę Kościoła.
W 2009 metropolita skrytykował stanowisko Patriarchatu Konstantynopolitańskiego w kwestii organizacji Kościoła prawosławnego w Stanach Zjednoczonych, określając patriarchat jako „zdominowany przez islam”. Z wypowiedzi tej następnie wycofał się. Jest również zdecydowanym przeciwnikiem legalizacji związków homoseksualnych i aborcji, opowiadał się za szerszą aktywnością społeczną Kościoła.
W lutym 2011 metropolita udał się na dwumiesięczny urlop, rezygnując równocześnie z funkcji locum tenens diecezji Południa i diecezji Środkowego Zachodu. Swoje zadania przekazał tymczasowo najstarszemu z hierarchów, arcybiskupowi Detroit Natanielowi. Wydarzenie to było wynikiem sporu z Synodem Kościoła. W maju 2011 powrócił do wykonywania obowiązków. 9 lipca 2012 metropolita Jonasz złożył na ręce Synodu Kościoła swoją rezygnację z urzędu jego zwierzchnika. Stwierdził, iż już wcześniej zrozumiał, że nie posiada cech niezbędnych do kierowania Kościołem i poprosił o wyznaczenie mu innej katedry biskupiej. Synod przyjął jego rezygnację i przeniósł go w stan spoczynku.

### W Rosyjskim Kościele Prawosławnym
W 2015 metropolita Jonasz za zgodą Świętego Synodu Kościoła Prawosławnego w Ameryce przeszedł w jurysdykcję Rosyjskiego Kościoła Prawosławnego poza granicami Rosji jako biskup w stanie spoczynku. Działalność duszpasterską będzie prowadził, podobnie jak w ciągu poprzednich trzech lat, w kaplicy Świętych Archaniołów w Waszyngtonie oraz w soborze św. Jana Chrzciciela w Nowym Jorku.